# هربرت پرز
هربرت پرز (انگلیسی: Herbert Perez؛ زادهٔ ۶ دسامبر ۱۹۵۹) تکواندوکار اهل ایالات متحده آمریکا بود.
از افتخارات وی می‌توان به کسب مدال طلا در بازی‌های المپیک تابستانی ۱۹۹۲ اشاره کرد.